# سي إل أي

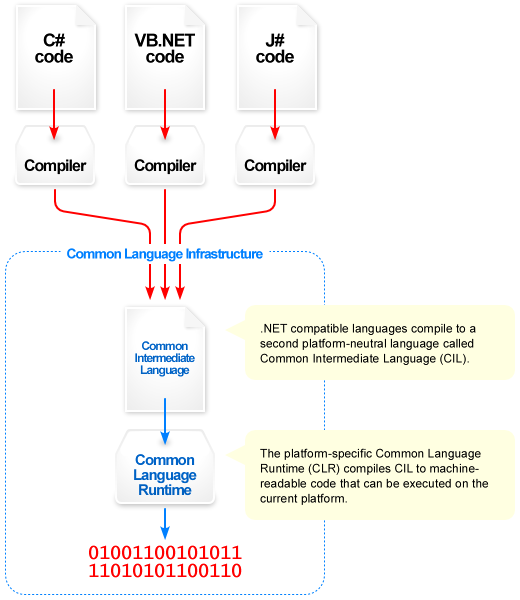
صورة توضح مراحل تجميع البيانات

البنية التحتية المشتركة للغات البرمجة (بالإنجليزية: CLI)‏ هي اختصار للجملة (بالإنجليزية: Common Language Infrastructure)‏ هي عبارة عن مواصفات مفتوحة (مقياس تقني) تم تطويرها من قبل شركة ميكروسوفت وتوحيدها من طرف المنظمة الدولية للمعايير والرابطة الأوروبية لمصنعي الحواسيب والتي تصف التعليمات البرمجية القابلة للتنفيذ وبيئة وقت التنفيذ بحيث تسمح باستخدام لغات متعددة عالية المستوى على منصات كمبيوتر مختلفة دون أن تتم إعادة صياغتها لبنى معينة. هذا يعني أنها منصة لاإدارية تتيح للمبرمج إمكانية استخدامها لإنتاج مكتبات وبرمجيات تتوافق مع المواصفات العامة للبنية التحتية.
بغض النظر عن بعض الإستثناءات، تعتبر غالبية البيئة متوافقة بحيث يمكن ترجمتها لتصبح لغة وسيطة عامة، يمكن من خلالها تشغيل معظم مجمعات بيئات التشغيل العامة في برامج مثل:
الدوت. نت فرايموورك ومونو وغيرهما.
إن الدوت. نت فرايموورك والدوت. نت كور، المونو، الدوت. غنو، الدوت. نت المحمول هي عبارة عن تطبيقات لـ البنية التحتية المشتركة للغات البرمجة.